# Nicolas Laso Errazuriz
Nicolas Laso Errazuriz (6 de diciembre de 1830-Valparaíso, 3 de marzo de 1876) fue un hacendado y político liberal chileno.

## Biografía
Hijo de José Tadeo Laso de la Vega y de Santa Cruz y Juana Bernarda Errázuriz Aldunate. Sus estudios los realizó en el Colegio jesuita, Santiago
Estuvo casado con Lutganda Jaraquemada Vargas, con quien tuvo 5 hijos, Entre ellos, acasia legaría con los bienes familiares de las haciendas por la V región a muchas obras de caridad junto a su marido Octaviano Undurraga Vicuña, a su muerte se destinarían algunas porciones de terreno de la hacienda La Herradura, para la Fuerza Aérea de Chile y la instalación de sus bases en Quintero.

## Vida pública
Se desempeñó como agricultor en la hacienda Quinta, Chimbarongo. Luego durante los últimos años de Federico Errazuriz Zañartu, en el periodo liberal, le nombra Gobernador de Caldera e Intendente de Aconcagua (Valparaíso), posteriormente. Lamentablemente falleció precipitadamente a la edad de 46 años.
mientas el presidente Errazuriz le encomendaba tareas de vialidad y obras públicas.